# マルトースホスホリラーゼ
マルトースホスホリラーゼ(Maltose phosphorylase、EC 2.4.1.7)は、以下の化学反応を触媒する酵素である。
マルトース + リン酸{\displaystyle \rightleftharpoons }D-グルコース + β-D-グルコース-1-リン酸
従って、この酵素の基質はマルトースとリン酸の2つ、生成物はD-グルコースとβ-D-グルコース-1-リン酸の2つである。
この酵素はグリコシルトランスフェラーゼ、特にヘキソシルトランスフェラーゼに分類される。系統名はマルトース:リン酸 1-β-D-グルコシルトランスフェラーゼ(maltose:phosphate 1-beta-D-glucosyltransferase)である。この酵素は、デンプンとスクロースの代謝に関与している。

## 構造
2007年末時点で、1つの構造が解明されている。蛋白質構造データバンクのコードは、1H54である。